# Sande (Vila Verde)
Sande is een plaats (freguesia) in de Portugese gemeente Vila Verde en telt 592 inwoners (2001).